# Alejandro O'Reilly

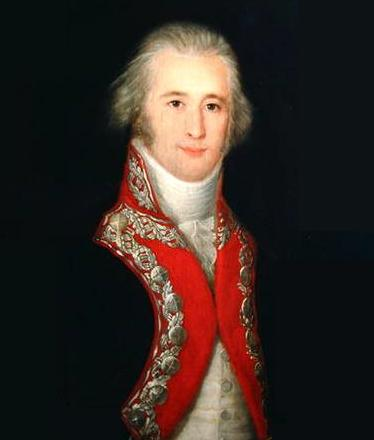
Portret van O'Reilly door Francisco Goya

Alejandro O'Reilly (geboren Alexander O'Reilly, 1722 – 1794) was een Iers militair en bestuurder in dienst van de Spaanse kroon.
O'Reilly werd geboren in Ierland in een welgesteld, katholiek milieu. Op tienjarige leeftijd trad hij samen met zijn vader in dienst van het Spaanse leger. Hij vocht in een Spaanse infanterieregiment in Italië tijdens de Zevenjarige Oorlog. Als officier vocht hij ook in het Franse en Oostenrijkse leger. Voor zijn rol tijdens de Spaanse invasie van Portugal werd hij bevorderd tot generaal-majoor. Nadat Cuba in 1763 door Engeland terug aan Spanje werd afgestaan (Vrede van Parijs), werd O'Reilly naar Cuba gestuurd om daar het Spaans gezag en de handel te herstellen. Eenzelfde taak vervulde hij in Puerto Rico. In Cuba trouwde hij met Rosa de Las Casas alvorens in 1764 terug te keren naar Spanje. Hij kwam daar aan het hoofd van een militaire school en werd militair gouverneur van Madrid. Hij onderscheidde zich bij de verdediging van het koninklijk paleis tijdens voedselrellen.
Nadat de eerste Spaanse gouverneur van Louisiana, Antonio de Ulloa, in 1768 door de plaatselijke bevolking was verjaagd, kreeg O'Reilly opdracht het Spaanse gezag in Louisiana te herstellen. Hij voer in 1769 met een vloot van twintig schepen en 2.000 manschappen naar New Orleans. In enkele dagen was de orde hersteld en O'Reilly liet de leiders van de opstand oppakken: zes werden in gevangenschap afgevoerd naar Havana en vijf werden er ter plaatse geëxecuteerd. O'Reilly bleef er gedurende zes maanden gouverneur en bouwde er het Spaanse gezag uit.
In 1772 werd O'Reilly door koning Karel III verheven in de adelstand. Hij kreeg de titel conde en een jaarlijks pensioen. In 1775 leidde hij de mislukte Spaanse invasie van Algiers. In 1780 werd hij gouverneur van Cadiz en hij oefende deze functie gedurende acht jaar uit. Daarna trok hij zich terug in Valencia.